# Original Sin (film)
Original Sin is een Amerikaanse mystery-thriller uit 2001 onder regie van Michael Cristofer. Het verhaal is gebaseerd op dat uit het boek Waltz into Darkness van Cornell Woolrich. Angelina Jolie werd voor haar hoofdrol in de film genomineerd voor de Golden Raspberry Award voor 'slechtste actrice'.

## Verhaal
Cuba eind 19e eeuw: Om zijn rijke leven meer inhoud te geven, haalt Luis Vargas (Antonio Banderas), een Cubaanse zakenman, de Amerikaanse Julia Russell (Angelina Jolie) naar Cuba om met haar te trouwen. Bij hun eerste ontmoeting blijkt Julia niet de 'gewone' vrouw te zijn die hij had verwacht. Luis raakt volledig bezeten van deze beeldschone sensuele vrouw. Echter, al heel snel blijkt Julia een mysterieuze vrouw te zijn met een zeer duister verleden. Dan verdwijnt Julia plotseling zonder enig spoor achter te laten en blijkt zijn bankrekening geplunderd. Vol ongeloof over de schuld van zijn geliefde begint hij een zoektocht naar haar en raakt hij verstrikt in een almaar groter wordend web van leugens en bedrog.

## Rolverdeling
| Acteur               | Personage                       |
| -------------------- | ------------------------------- |
| Antonio Banderas     | Louis Vargas                    |
| Angelina Jolie       | Julia Russel / Bonnie Castle    |
| Thomas Jane          | Billy / Walter Downs / Mephisto |
| Jack Thompson        | Alan Jordan                     |
| Gregory Itzin        | Colonel Worth                   |
| Allison Mackie       | Augusta Jordan                  |
| Joan Pringle         | Sarah                           |
| Cordelia Richards    | Emily Russel                    |
| James Haven          | Faust - Stage                   |
| Pedro Armendáriz Jr. | Jorge Cortés                    |

## Citaten
- Julia: Get this man a doctor!
- Security Guard: What about him?
- Julia: [schiet] He's dead.

- Luis: Julia, I just killed a man!
- Julia: I just bought a hat.

## Trivia
- De titel is veranderd om verwarring te voorkomen met Dancer in the Dark (2000).
- Ongeveer twee minuten materiaal moest uit de film, omdat de filmkeuring een seksscène tussen Banderas en Jolie te heftig vond.
- Het huis bij de plantage bestaat echt.